# Schläfenlocken

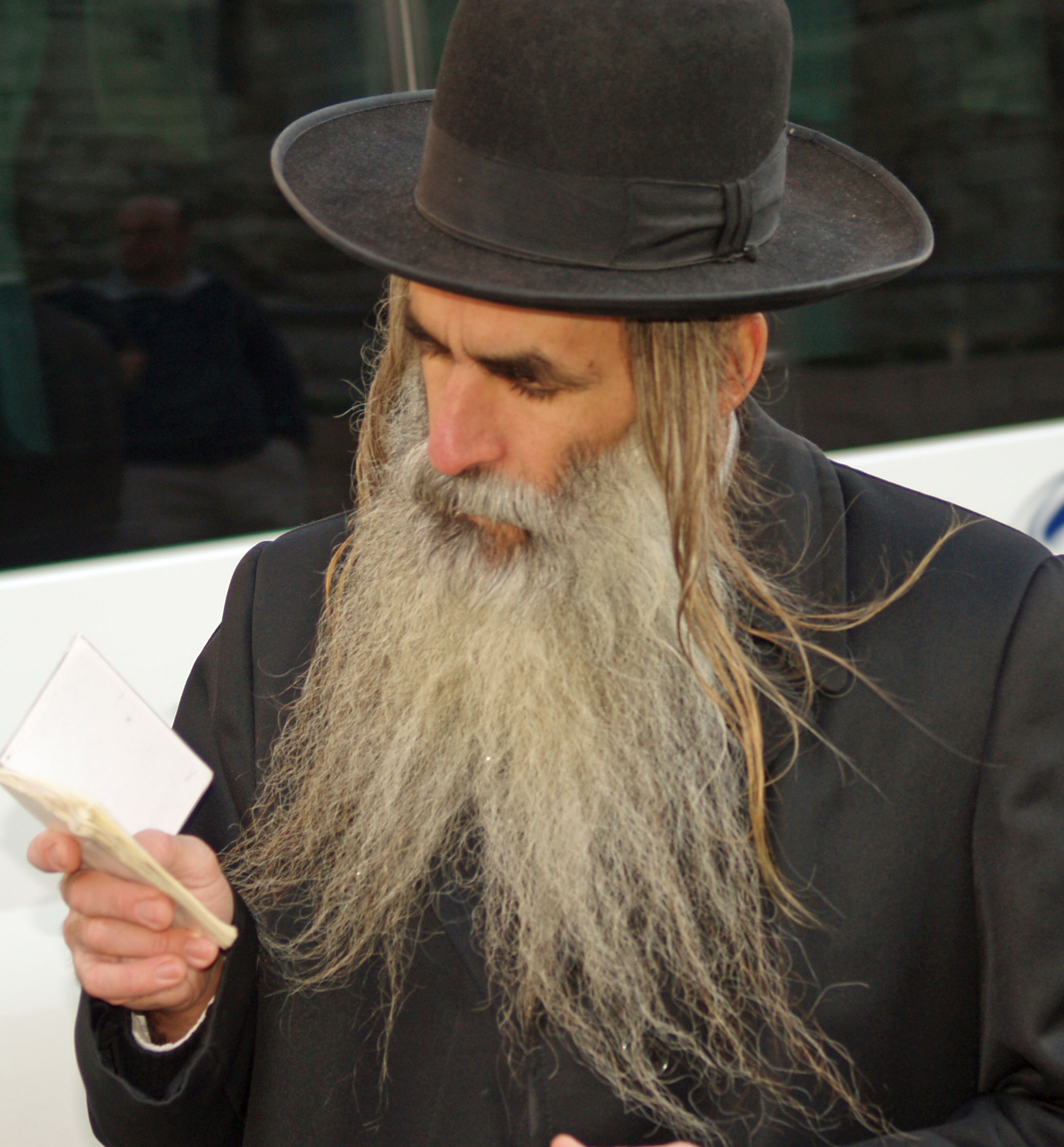
Charedischer Mann mit Schläfenlocken

Schläfenlocken (hebräisch פֵּאוֹת pēʾōṯ, deutsch ‚Ecken‘, in aschkenasischer Aussprache Pejes, Pajes oder Pajess, auch Beikeles oder Bejkeles) sind nach der Halacha von jüdischen Männern zu tragen. Das Tragen von Schläfenlocken und Bart geht auf ein Gebot der Tora zurück:

„Ihr sollt euer Kopfhaar nicht rundum abschneiden. Du sollst deinen Bart nicht stutzen.“

Viele orthodoxe Juden, insbesondere Chassidim, halten sich daran. Die Länge des Haars ist in der Halacha nicht festgelegt, sondern je nach den Sitten der jeweiligen Länder verschieden.
Dabei finden sich Unterschiede innerhalb der Traditionen der verschiedenen ethno-religiösen Gruppen (Aschkenasim, Sephardim) und der Jemenitischen Juden, (Mizrachim). So tragen die männlichen jemenitischen Juden lange bis zur Schulter reichende Schläfenlocken, während es bei den chassidischen Gruppen hinsichtlich Lage (vor oder hinter den Ohren), der Stärke der Haare etc. deutliche Unterschiede gibt. Bei den Karäern ist das Tragen von Pajes völlig unüblich (türkisch zulufsız çufutlar ‚Juden ohne Seitenlocken‘).
Im Alter von drei Jahren erfahren sefardische und aschkenasische männliche Juden am Lag baOmer ihren rituellen Haarschnitt in einer Chalaka genannten Zeremonie.

## Galerie

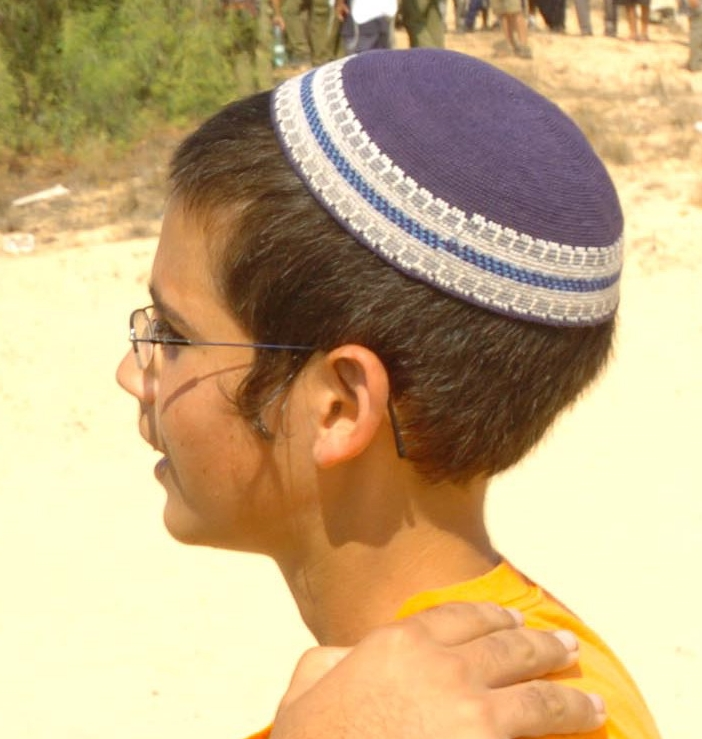
Payot im kindlichen Alter vor der Bar Mitzwa
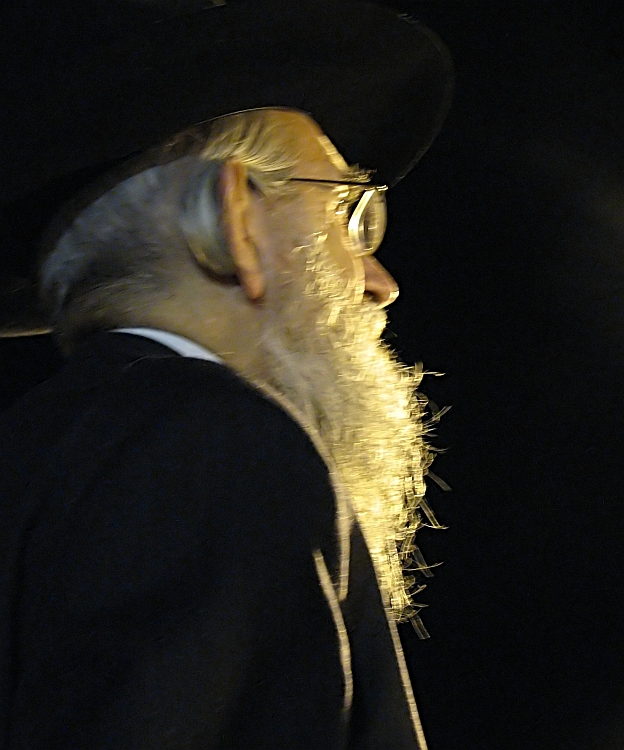
Religiöser Jude mit Bart und Payot hinter dem Ohr angelegt
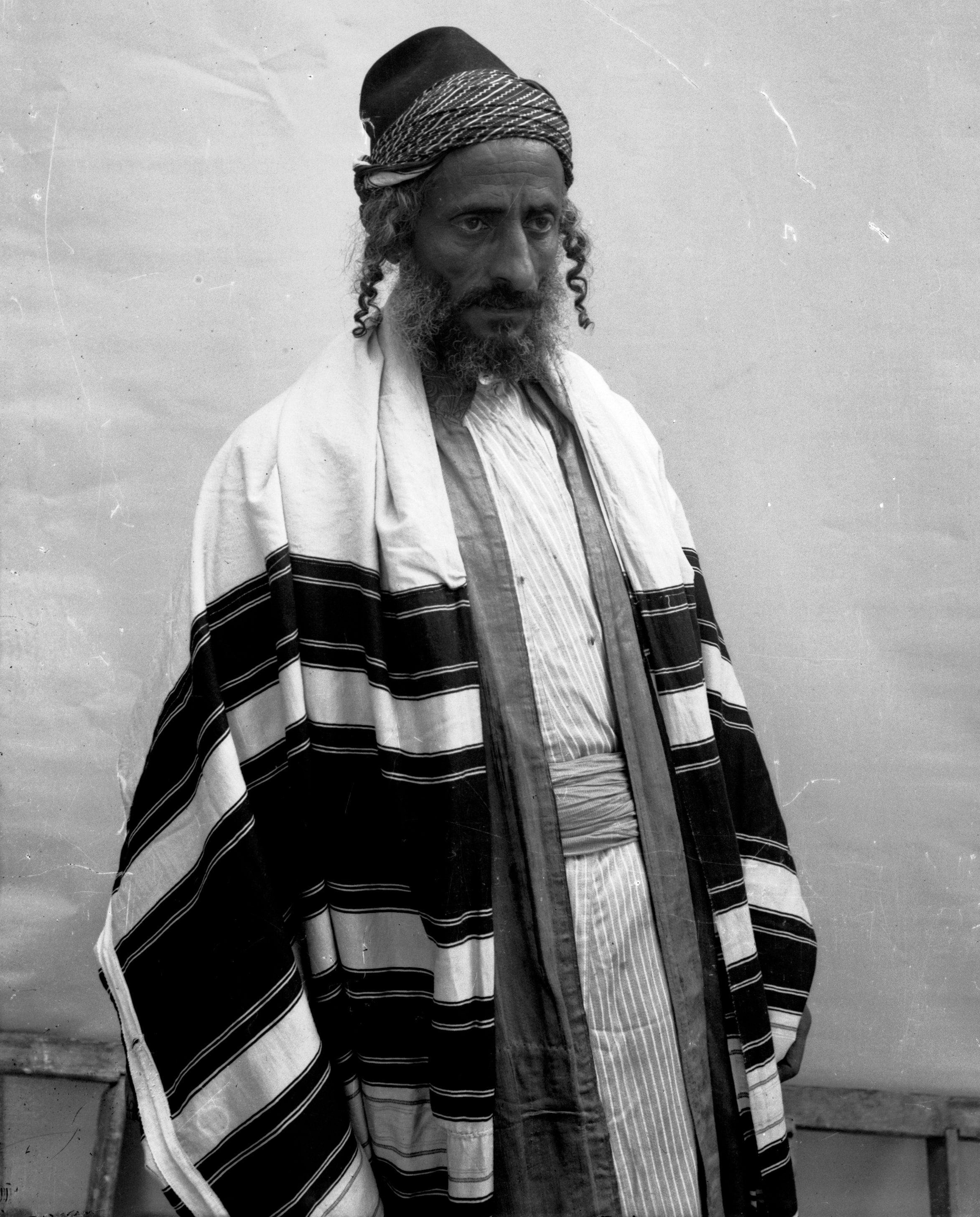
Jemenitischer Jude mit Peyot
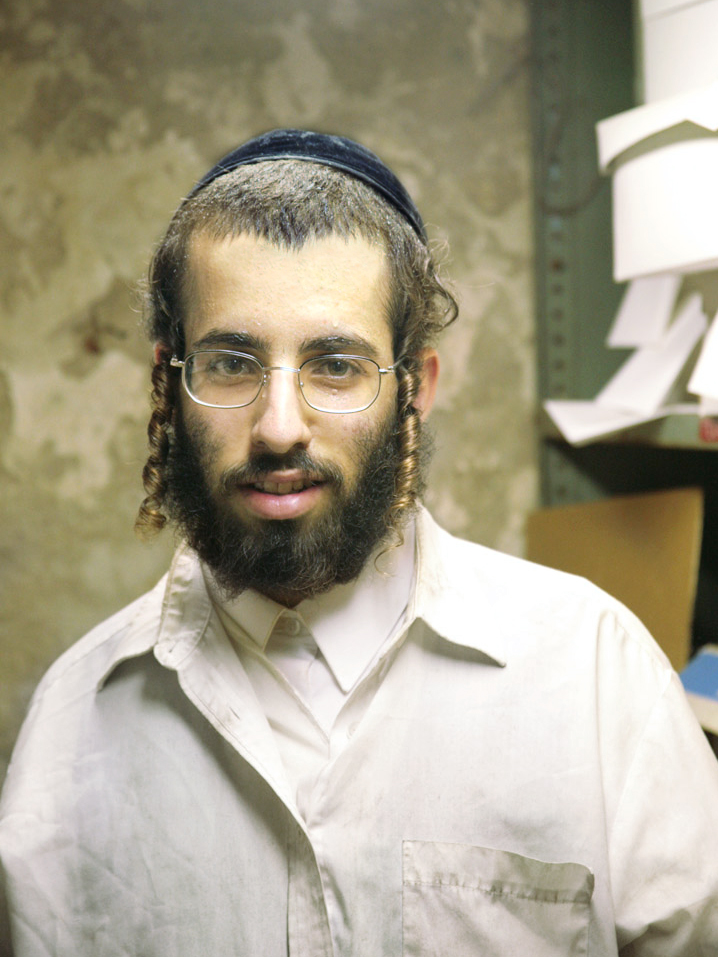
Junger chassidischer Mann mit Peyot
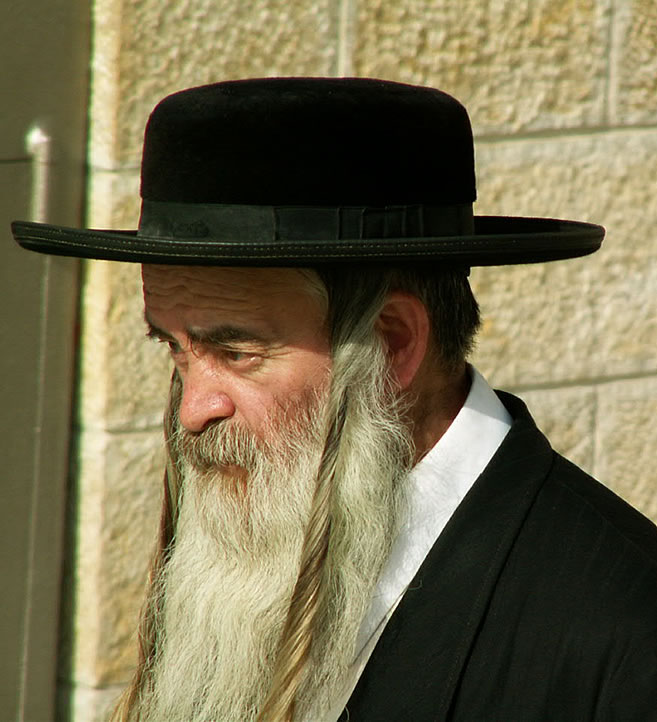
Ein religiöser Jude mit Peyots, Jerusalem, Israel